# Ямадзаки, Сюмпэй
Ямадзаки Сюмпэй (яп. 山崎 舜平, род. 1942) — японский изобретатель в области технологии дисплеев. Входит в список самых плодовитых изобретателей.

## Semiconductor Energy Laboratory
Президент и мажоритарный акционер исследовательской компании Semiconductor Energy Laboratory (SEL) в Токио. Большинство патентов полученных им индивидуально или совместно в качестве изобретателя, связано с технологией компьютерных дисплеев. С 1996 года компания SEL появилась в ежегодно публикуемом Intellectual Property Owners Association списке крупнейших мировых компаний, ранжированных по количеству патентов США.
Компания SEL разработала технологию дисплеев, используя кристаллический индий, галлий, оксид цинка (IGZO) в качестве прозрачного полупроводникового материала ТФТ-матрицы совместно с Sharp Corporation. SEL увеличивала свой портфель патентов и получила Золотую премию за монитор года совместно с Sharp от Society for Information Display в 2013 году.

## SEL против Samsung
В 1996 году SEL был вовлечён в патентный спор против Samsung. Окружной суд установил, что SEL патент 5,543,636 недействителен из-за недобросовестного поведения со стороны SEL (в частности, было установлено, что SEL намеренно утаил одну из ссылок, и намеренно ввёл в заблуждение эксперта). В 2000 году решение окружного суда было подтверждено апелляционным судом США по федеральному округу по иску Semiconductor Energy Laboratory Co против Samsung Electronics Co., 204 °F.3d 1368, 1374, 54 USPQ2d 1001, 1005 (Fed. Cir. 2000).

### Последствия
Это судебное дело оказало важное влияние на патентное дело в США. В частности, суд постановил, что «сокрытие сведений может быть очень существенным, если они могли бы раскрыть более полно сочетание соответствующих возможностей, даже если эти возможности уже известны патентным экспертам по другим источникам». Частично основываясь на этом деле, Патентное ведомство США предложило, чтобы заявители патентов «оценивали существенность предшествующего уровня техники или другую информацию с точки зрения того, является ли он ближайшим прототипом или иную информацию» и «чтобы поверенный или агент, убедились, что иностранные клиенты, в том числе иностранные заявители, адвокаты, и агенты понимают требования обязывающие раскрытия информации, и что адвокат или агент рассмотрели все раскрытые сведения, высказывания или цитаты, чтобы убедиться, что соответствие с 37 CFR в 1.56 соблюдено».